# Куп Југославије у фудбалу 1978/79.
Куп Југославије у фудбалу у сезони 1978/79. је тридесетпрво такмичење за Пехар Маршала Тита.
У завршницу такмичења су се квалификовала 32  клуба из СФРЈ.
Победник Купа је постала Ријека, по други пут у историји.

## Шеснаестина финала
| Утак. | Клуб                | Резултат    | Клуб               |
| ----- | ------------------- | ----------- | ------------------ |
| 1     | Рднички Крагујевац  | 5–0         | Осијек             |
| 2     | Црвена звезда       | 4–1         | Будућност Титоград |
| 3     | Партизан            | 5–1         | ОФК Београд        |
| 4     | Славен Белупо       | 1–1 (5–4 п) | Слобода Тузла      |
| 5     | Динамо Загреб       | 2–2 (2–5 п) | Вележ Мостар       |
| 6     | Челик               | 3–1         | Војводина          |
| 7     | Истра               | 2–1         | Гарнизон 16. јул   |
| 8     | Меркатор            | 2–2 (7–5 п) | Трепча             |
| 9     | Жељезничар Сарајево | 4–0         | Сарајево           |
| 10    | Хајдук Сплит        | 2–2 (7–8 п) | Пролетер Зрењанин  |
| 11    | Раднички Ниш        | 3–1         | Олимпија Љубљана   |
| 12    | Нови Сад            | 2–0         | Рудар Љубија       |
| 13    | Загреб              | 1–1 (1–4 п) | Борац Бања Лука    |
| 14    | РЕМХК Косовп        | 0–0 (2–4 п) | Вардар             |
| 15    | Белишће             | 1–2         | Сутјеска Никшић    |
| 16    | Ријека              | 3–0         | Борац Чачак        |

## Осмина финала
| Утак. | Клуб              | Резултат      | Клуб                |
| ----- | ----------------- | ------------- | ------------------- |
| 1     | Пролетер Зрењанин | 1–0           | Челик               |
| 2     | Сутјеска Никшић   | 3–3 (7–8 п)   | Црвена звезда       |
| 3     | Раднички Ниш      | 1–0           | Раднички Крагујевац |
| 4     | Вардар            | 1–1 (5–4 п)   | Славен Белупо       |
| 5     | Ријека            | 0–0 (4–3 п)   | Истра               |
| 6     | Нови Сад 1921     | 2–2 (7–5 п)   | Жељезничар Сарајево |
| 7     | Вележ Мостар      | 0–0 (11–12 п) | Партизан            |
| 8     | Борац Бања Лука   | 2–1           | Меркатор            |

## Четвртфинале
| Утак. | Клуб              | Резултат    | Клуб          |
| ----- | ----------------- | ----------- | ------------- |
| 1     | Пролетер Зрењанин | 2–2 (5–3 п) | Вардар        |
| 2     | Раднички Ниш      | 0–1         | Ријека        |
| 3     | Црвена звезда     | 4–0         | Нови Сад 1921 |
| 4     | Борац Бања Лука   | 2–2 (4–6 п) | Партизан      |

## Полуфинале
| Утак. | Клуб          | Резултат | Клуб              |
| ----- | ------------- | -------- | ----------------- |
| 1     | Партизан      | 1–0      | Пролетер Зрењанин |
| 2     | Црвена звезда | 0–1      | Ријека            |

## Финале

### Прва утакмица
| Клуб                              | Резултат | Клуб |
| --------------------------------- | --- | --- |
| Ријека                            | 2 - 1 | Партизан |
| Датум                             | 16. мај, 1979. | 16. мај, 1979. |
| Стадион                           | Стадион Кантрида, Ријека | Стадион Кантрида, Ријека |
| Гледалаца                         | 20.000 | 20.000 |
| Судија                            | Александар Никић, Љубљана | Александар Никић, Љубљана |
| Ријека (тренер: Маријан Брнчић)   | Радојко Аврамовић, Саво Филиповић, Милош Хрстић, Никица Цукров, Звјездан Радин, Срећко Јуричић, Драгољуб Бурсаћ, Серђо Махин (' Дарко Перанић), Едмонд Томић, Милан Ружић, Един Јасприца (' Иве Јеролимов)                   | Радојко Аврамовић, Саво Филиповић, Милош Хрстић, Никица Цукров, Звјездан Радин, Срећко Јуричић, Драгољуб Бурсаћ, Серђо Махин (' Дарко Перанић), Едмонд Томић, Милан Ружић, Един Јасприца (' Иве Јеролимов)                   |
| Партизан (тренер: Милутин Шошкић) | Раде Залад, Томислав Ковачевић, Рефик Козић, Решад Куновац, Борислав Ђуровић, Влада Лазичић, Звонко Живковић, Александар Трифуновић, Аранђел Тодоровић (' Звонко Варга), Џевад Прекази (' Бошко Ђорђевић), Никица Клинчарски | Раде Залад, Томислав Ковачевић, Рефик Козић, Решад Куновац, Борислав Ђуровић, Влада Лазичић, Звонко Живковић, Александар Трифуновић, Аранђел Тодоровић (' Звонко Варга), Џевад Прекази (' Бошко Ђорђевић), Никица Клинчарски |
| Стрелци                           | 1-0 Цукров 18' 1-1 Козић 68' 2-1 Бурсаћ 85' | 1-0 Цукров 18' 1-1 Козић 68' 2-1 Бурсаћ 85' |

### Друга утакмица
| Клуб                              | Резултат | Клуб |
| --------------------------------- | --- | --- |
| Партизан                          | 0 - 0 | Ријека |
| Датум                             | 24. мај, 1979. | 24. мај, 1979. |
| Стадион                           | Стадион Црвене звезде, Београд | Стадион Црвене звезде, Београд |
| Гледалаца                         | 55.000 | 55.000 |
| Судија                            | Томе Манојловски, Тетово | Томе Манојловски, Тетово |
| Партизан (тренер: Милутин Шошкић) | Зоран Никитовић, Томислав Ковачевић, Рефик Козић, Решад Куновац (' Џевад Прекази), Борислав Ђуровић, Ненад Стојковић, Звонко Живковић, Александар Трифуновић, Слободан Сантрач (' Звонко Варга), Бошко Ђорђевић, Никица Клинчарски | Зоран Никитовић, Томислав Ковачевић, Рефик Козић, Решад Куновац (' Џевад Прекази), Борислав Ђуровић, Ненад Стојковић, Звонко Живковић, Александар Трифуновић, Слободан Сантрач (' Звонко Варга), Бошко Ђорђевић, Никица Клинчарски |
| Ријека (тренер: Маријан Брнчић)   | Радојко Аврамовић, Серђо Махин, Милош Хрстић, Никица Цукров, Звјездан Радин, Срећко Јуричић, Драгољуб Бурсаћ, Милан Радовић (' Адриано Фегик), Едмонд Томић, Милан Ружић (' Милан Бачваревић), Дамир Десница                       | Радојко Аврамовић, Серђо Махин, Милош Хрстић, Никица Цукров, Звјездан Радин, Срећко Јуричић, Драгољуб Бурсаћ, Милан Радовић (' Адриано Фегик), Едмонд Томић, Милан Ружић (' Милан Бачваревић), Дамир Десница                       |
| Стрелци                           | | |